# Claudio Naranjo
Claudio Naranjo (Valparaíso, 24 novembre 1932 – Berkeley, 12 luglio 2019) è stato uno psichiatra, psicoterapeuta e antropologo cileno.

## Biografia
Claudio Naranjo è nato il 24 novembre 1932 a Valparaíso, in Cile. È cresciuto in un ambiente musicale e ha frequentato il collegio a Valparaíso e poi a Santiago. Nel 1959 si è laureato in medicina. Si è precocemente avvicinato al pianoforte e ha studiato composizione musicale, ma in seguito ha abbandonato il Conservatorio Nazionale con l'ingresso alla Facoltà di medicina.
Tuttavia, non era tanto interessato agli studi universitari quanto all'apprendistato non ufficiale insieme al poeta visionario cileno e scultore Tótila Albert Schneider, al poeta David Rosenman Taub e al filosofo Bogumił Jasinowski.
Dopo la laurea Naranjo ha ottenuto un contratto dalla Facoltà di medicina dell'Università del Cile per lavorare al Centro studi di antropologia medica (CEAM) fondato da Franz Hoffmann nel 1960, dedicato allo studio e riparazione dell'effetto disumanizzante degli studi di medicina. Contemporaneamente svolgeva il suo tirocinio in psichiatria nella Clinica psichiatrica universitaria, sotto la direzione di Ignacio Matte Blanco, con cui ha fatto analisi didattica all'Istituto cileno di psicoanalisi.
Alla fine di questo periodo dedicato alla ricerca e allo studio della psichiatria è andato negli Stati Uniti con un incarico dell'Università del Cile per esplorare il campo dell'apprendistato percettivo; lì è entrato in contatto con il lavoro di Samuel Renshaw e di Hoyt Sherman, entrambi interessati alla percezione della totalità, nell'Ohio State University a Columbus.
In seguito, una borsa di studio Fullbright gli ha permesso di trascorrere un periodo a Harvard come “visiting scholar”. Il suo lavoro si divideva tra il Centro per gli studi della personalità (allora diretto da David McClelland) e la Emerson Hall, dove ha partecipato al Seminario di psicologia sociale tenuto da Gordon Allport ed è diventato studente di Tillich. Finito il periodo accademico, ha trascorso un periodo con Raymond Cattell dell'Università dell'Illinois, il quale lo invitò ad associarsi con lui presso l'IPAT, l'Istituto di test di personalità.
Più tardi, dietro l'invito di Frank Barron a partecipare alle attività dell'Istituto di valutazione e analisi della personalità dell'Università della California
(un'enclave della cultura di Henry Murray), è andato a Berkeley, dove ha avuto occasione di tuffarsi nell'atmosfera della controcultura.
Una nuova borsa di studio della Fondazione Guggenheim ha permesso a Naranjo di tornare a Berkeley un anno dopo per proseguire le ricerche sui valori iniziate in precedenza. Qui l'Institute of Personality Assessment and Research (IPAR), dedicato alle ricerche sulla personalità e sulla creatività, gli ha aperto le porte come ricercatore associato con i privilegi del bellissimo campus che comprendeva un enorme centro informatico e una magnifica biblioteca.
In quel periodo ha stretto amicizia con Carlos Castaneda ed è diventato allievo di Fritz Perls, entrando a far parte della prima comunità di Esalen. Ha partecipato ai workshop di consapevolezza sensoriale di Charlotte Selver e alle riunioni di terapia psichedelica del gruppo pioniere di Leo Zeff (al quale avrebbe contribuito in seguito con l'introduzione dell'uso dell'armalina, l'MDA e la ibogaina).
Tornato in Cile nel 1967 dopo questi studi, con il sostegno del Senato della Repubblica e il permesso del suo capo, Naranjo ha portato avanti un programma di sviluppo personale chiamato allora nel Catalogo di Esalen “Programma Esalen-in-Cile”, attraverso cui un gruppo stabile di studenti ha potuto ricevere una formazione
più sistematica e integrata in Gestalt rispetto a quella di Esalen: esercizi psicologici, scherma, movimento spontaneo ed espressione corporale. 
Il momento del ritorno in Cile è coinciso anche con l'inizio della sua ricerca in psicofarmacologia: prima attraverso lo studio degli effetti dell'armalina, poi
(come associato di Shulgin y Sargent), con lo studio delle fenil-isopropil-amine e con l'esplorazione della terapia psichedelica individuale e di gruppo.
Poco dopo ha partecipato a due conferenze innovative dell'Università della California negli Stati Uniti: la prima conferenza sull'LSD del 1967 (dove ha presentato la sua ricerca sulla psicoterapia assistita dall'ibogaina) e l'altra sponsorizzata dall'Istituto Karolinska della Svezia e dal Ministero della salute degli Stati
Uniti, con il titolo "Búsqueda Etnofarmacológica de Medicamentos Psicoactivos" (“Ricerca etnofarmacologica di mecidine psicoattive”).
Dopo un periodo di lavoro presso il Centro studi di antropologia medica della Facoltà di medicina dell'Università del Cile, è tornato a Berkeley come immigrato e ha
proseguito le sue attività all'IPAR come ricercatore associato. Ha anche iniziato a coordinare workshops all'Istituto Esalen, dove, dopo qualche anno, è diventato uno dei tre successori di Fritz Perls quando egli emigrò in Canada. Periodicamente si recava a Los Angeles per ricevere formazione addizionale da Jim Simkin, che era stato il principale collaboratore di Perls durante il periodo che quest'ultimo aveva trascorso a Esalen.
Nel 1969 Naranjo ha avuto il privilegio di essere nominato assessore del Centro di ricerche sulle politiche educative creato da Willis Harman come parte dello SRI (Stanford Research Institute). La ricerca che gli era stata assegnata riguardava l'insieme delle tecniche psicologiche e spirituali utilizzate dal “Movimento del potenziale umano”, considerando la rilevanza di questo tema nell'area dell'educazione. Il suo contributo, il cui titolo è “The Unfoldment of Man”, è stato pubblicato dallo SRI sotto forma di monografia e più tardi nel suo primo libro: The One Quest. In quel periodo, ha scritto El viaje sanador, libro che 
raccoglie la sua esplorazione delle sostanze di cui aveva scoperto l'utilità nella terapia psichedelica.
Ha anche accettato l'invito del Dott. Robert Ornstein come coautore di un libro sulla meditazione e un altro invito da parte della Dott.ssa Ravenna Helson, per analizzare le differenze qualitative tra due libri per bambini, qualificati rispettivamente come "matriarcali" e “patriarcali", in una ricerca che la stessa dottoressa aveva svolto in precedenza sulle forme alternative della creatività nell'ambito dei matematici. Questo portò alla stesura del suo libro El niño divino y el héroe, che sarebbe stato pubblicato alcuni anni più tardi.
La morte del suo unico figlio in un incidente durante la vigilia di Pasqua del 1970 sembrò mettere un punto ad una tappa della sua vita. La tappa successiva iniziò con un pellegrinaggio sotto la guida di un maestro spirituale, Oscar Ichazo, che prevedeva un periodo d'isolamento nel deserto vicino ad Arica, nel nord del Cile. Questa esperienza segnò per Naranjo l'inizio della vita contemplativa e la sensazione di sentirsi guidato da dentro.
Lasciata Arica dopo sei mesi, verso la fine del 1970, ha iniziato a coordinare le attività di un gruppo che comprendeva sua madre, ex allievi di Gestalt e alcuni amici. Con questo gruppo di cileni ha acquisito l'esperienza e la fiducia necessarie per iniziare in seguito, nel settembre 1971, il suo lavoro a Berkeley. Il lavoro iniziò come un'improvvisazione e finì per diventare un programma intorno al quale si creò un'associazione senza fini di lucro chiamata “Istituto SAT”. La funzione di Naranjo nell'istituto era di disegnare i processi e supervisionare l'insieme delle attività portate alla pratica dai suoi allievi e da un numero
di professori invitati: Zalman Schachter, Dhiravamsa, Ch'u Fang Chu, Sri Harish Johari e Bob Hoffman.
Nel 1976 ha ricoperto la carica di professore invitato al campus di Santa Cruz dell'Università della California e poi, in modo intermittente, all'Istituto di studi asiatici della California (ora chiamato CIIS). Ha iniziato poi a offrire workshops in Europa raffinando in questo modo gli aspetti del mosaico di attività del Programma SAT: la terapia della Gestalt e la sua supervisione, le applicazioni dell'Enneagramma alla personalità, la musica come veicolo terapeutico e come estensione della meditazione, i processi di comunicazione e di autoconoscenza in piccoli gruppi. È riuscito ancora una volta a rimettere insieme le parti in un tutto e in compagnia di nuovi collaboratori. Così nel 1987 il Programma SAT vide nuova luce in Spagna sotto il nome “SAT-en-Babia, un programma per lo sviluppo personale e professionale”. Da allora questo programma si è esteso in Francia, in Germania, in Italia, nel Regno Unito, in Russia, in Argentina, in Brasile, in Cile, in Colombia, in Messico, negli Stati Uniti e in Corea con grande successo, tanto che la sua agenda per molti anni si è vista divisa tra queste attività e il lavoro dedicato ai suoi libri, durante il tempo in cui risiedeva nella sua casa di Berkeley.
Verso la fine degli anni '80 aveva revisionato completamente il suo primo libro sulla terapia della Gestalt e pubblicato anche due nuovi volumi sul tema. Ha pubblicato inoltre tre libri sull'Enneagramma, un libro intitolato La agonía del patriarcado e un nuovo libro sulla meditazione: The Way of Silence and the Talking Cure (La via del silenzio e la via delle parole), così come Cantos del despertar— un'interpretazione dei grandi libri dell'Occidente come espressione del “viaggio interiore” e variazioni sul “mito dell'eroe”.
A partire dalla fine degli anni '90 Naranjo ha partecipato a molte conferenze sull'educazione e ha cercato di influire sulla trasformazione del sistema educativo in diversi paesi, partendo dal convincimento che, rispetto all'evoluzione sociale, nulla offre più speranza della promozione collettiva della saggezza individuale, la
compassione e la libertà. Il suo libro Cambiare l'educazione per cambiare il mondo, pubblicato nell'anno 2004, è stato concepito inizialmente come uno stimolo per gli insegnanti formati nel Programma SAT, i quali iniziavano a coinvolgersi in un “Progetto SAT-educazione” che il Programma SAT offriva agli educatori e maestri come “un piano di studi supplementare” di autoconoscenza, riparazione delle relazioni e cultura spirituale.
Inoltre nonostante la sua rudimentale conoscenza della lingua ebraica, in quel periodo il rabbino Yollis ha investito Naranjo dell'onorabilità di un rabbino. Poco dopo, il suo maestro degli anni '70 — Tarthang Tulku Rinpoche — gli suggerì che era arrivato il momento di mettere a frutto il suo sviluppo spirituale e gli consegnò il manto bianco di un Nakpo o yogi.
Nel corso degli ultimi dieci anni ha scritto e pubblicato diversi libri: La civiltà, un male curabile; L'ego patriarcale; El viaje interior; Hermenéutica musical; 27 personajes en busca del ser; La rivoluzione che stavamo aspettando; Budismo dionisiaco; e Ayahuasca - il rampicante del fiume celeste; ha partecipato, inoltre, a molte conferenze. Ha ricevuto una laurea Honoris Causa in educazione conferitagli dall'Università di Udine in Italia, un'altra in psicologia umanista dall'Università della Concordia in Messico e una terza, dall'Università Gestalt di Città del Messico per il suo impegno nel campo dell'educazione. È stato nominato assessore del Foro globale per il futuro dell'educazione in Russia, ha fondato l'Università Internazionale Claudio Naranjo con il sostegno del governo messicano e recentemente è stato nominato per il Premio Nobel per la Pace. Continua, attraverso la Fondazione Claudio Naranjo con sede a Barcellona, a promuovere tra gli educatori spagnoli l'interesse per un'educazione non soltanto olistica, ma anche ispirata al proposito di trascendere la mente patriarcale. Ha anche iniziato a convocare educatori di altri paesi con l'obiettivo di stimolarli a far presente la loro percezione dell'obsolescenza dei programmi attuali presso le autorità e
soprattutto la visione soggiacente al proposito di un'educazione che, secondo Naranjo, poco è servita sinora allo sviluppo personale e meno ancora all'evoluzione sociale.
Nel settembre del 2014 è stato invitato a inaugurare la prima Conferenza Internazionale sull'Ayahuasca, bevanda sciamanica sudamericana di cui è stato il primo a
studiarne gli effetti applicati alla psicoterapia. In seguito una casa editrice italiana, si è dimostrata interessata a pubblicare il suo libro El viaje sanador, in cui descrive la sua esplorazione terapeutica degli anni '60 con altre sostanze psicoattive. Tutto ciò ha aperto la strada ad altre conferenze sul tema che Naranjo aveva a lungo posticipato per dare priorità al suo impegno nell'ottenere un coinvolgimento da parte degli educatori, ma che secondo lui sarebbe opportuno riprendere, considerando che l'atteggiamento repressivo della politica riguardo alle droghe si sta modificando e che il nostro mondo malato ha bisogno di aprire un canale al potenziale terapeutico di alcune sostanze.
Aveva in programma la raccolta di una serie di articoli inediti riguardanti il valore terapeutico degli psichedelici.

## Opere
- Carattere e nevrosi. L'enneagramma dei tipi psicologici. Astrolabio Ubaldini, 1996.
- Teoria della Tecnica Gestalt. Melusina, 1989.
- Atteggiamento e prassi della terapia gestaltica. Melusina, 1991.
- La via del silenzio e la via delle parole. Portare la meditazione nella psicoterapia. Astrolabio Ubaldini, 1999.
- Gli enneatipi in psicoterapia. I tipi dell'enneagramma nella vita, nella letteratura e nella pratica clinica. Astrolabio Ubaldini, 2003.
- Cambiare l'educazione per cambiare il mondo. Per un'educazione salvifica. Forum Edizioni, 2004.
- La Civiltà, un male curabile. Franco Angeli, 2007.
- Per una gestalt viva. Astrolabio Ubaldini, 2009.
- L'ego patriarcale. Trasformare l'educazione per rinascere dalla crisi costruendo una società sana. Apogeo Urra, 2009.
- Amore, coscienza e psicoterapia. Verso una nuova educazione dell'essere umano. Xenia, 2011.
- Ayahuasca. Il rampicante del fiume celeste. Spazio Interiore, 2014.
- Viaggio di guarigione: il potenziale curativo della terapia psichedelica. Spazio Interiore 2016

### Opere non ancora pubblicate in italiano
- The One Quest, A Map of the ways of Transformation, Viking Press 1972 (La unica busqueda, 2001)
- On the Psychology of Meditation, Penguin 1972
- Enneatypes in Psychotherapy: Selected Transcripts of the First International Symposium on the Personality Enneagrams, by International Symposium on the Personality Enneagrams 1993
- How to Be - Meditation in Spirit and Practice, Putnam Publishing Group 1990
- Cantos del despertar, La Llave, Vitoria 2002
- El eneagrama de la sociedad: males del mundo, males del alma, Temas de Hoy 1995, Ediciones La Llave 2000 (The Enneagram of Society - Healing the Soul to Heal the World, Gateways Books 2004)
- Gestalt de vanguardia, 2003
- The Divine Child and the Hero: Inner Meaning in Children's Literature, Gateways Books 2000 (El Niño Divino y El Heroe, 2006)